# Натанеби (река)
Натанеби (груз. ნატანები) — река в Гурийском краю на западе Грузии.
Берёт начало на северном склоне Месхетского хребта, на высоте 2548 м над уровнем моря, недалеко от пика Сакорния. У села Шекветили впадает в Чёрное море. Длина реки — 60 км, площадь водосборного бассейна — 657 км².
Питается Натанеби дождями, снегом и грунтовыми водами. Среднегодовой расход составляет 33,5 м³/с. Реку используют для мельниц и орошения. Имеет 2 левых притока — Бжуджа и Чолоки.

## Исторические сведения
Греческий географ Фла́вий Арриа́н называет Натанеби Исидой.
В 1817 году, согласно описанию Западной Грузии, составленному генерал-майором генерального штаба русской армии Е. И. Энгольмом, морские суда поднимались на 16 км от моря до Вашнару.
В 2012 году вблизи устья реки на глубине 100 метров был обнаружен корабль, который, вероятно, датируется II веком нашей эры.